# Integracionismo
Integracionismo é atitude que se define pela defesa da integração de uma determinada comunidade minoritária numa outra de maior dimensão. Tanto pode ser movimento ou política voltados para a promoção da inclusão social como qualquer ideia ou condição de integração entre coisas, situações, etc. Derivando de integrar com algo ou alguém.[carece de fontes?]
O integracionismo internacional surge da necessidade de partilha de objetivos, políticas e lealdades entre estados, criando uma entidade mais abrangente com jurisdição própria, que se sobrepõem aos estados constituintes. Visa ir além da intermediação de estados por parte de uma instituição internacional, procura-se a existência de uma entidade internacional independente dos interesses individuais dos estados / territórios que a compõem, e que visa o bem comum. A integração europeia e a construção do europeísmo é um exemplo de integração internacional no sector económico. Para se atingir uma integração total (como Pacheco de Amorim protagonizava com apoio de Franco Nogueira e José Gonçalo Correia de Oliveira, pela criação de uma união de estados federais entre Portugal e o Ultramar  português) teria que ser ainda necessária a integração politica.